# طوطی درخشان عنابی
طوطی درخشان عنابی (نام علمی: Prosopeia tabuensis) نام یک گونه از سرده طوطی براق است.